# The Battle of the Somme (film)

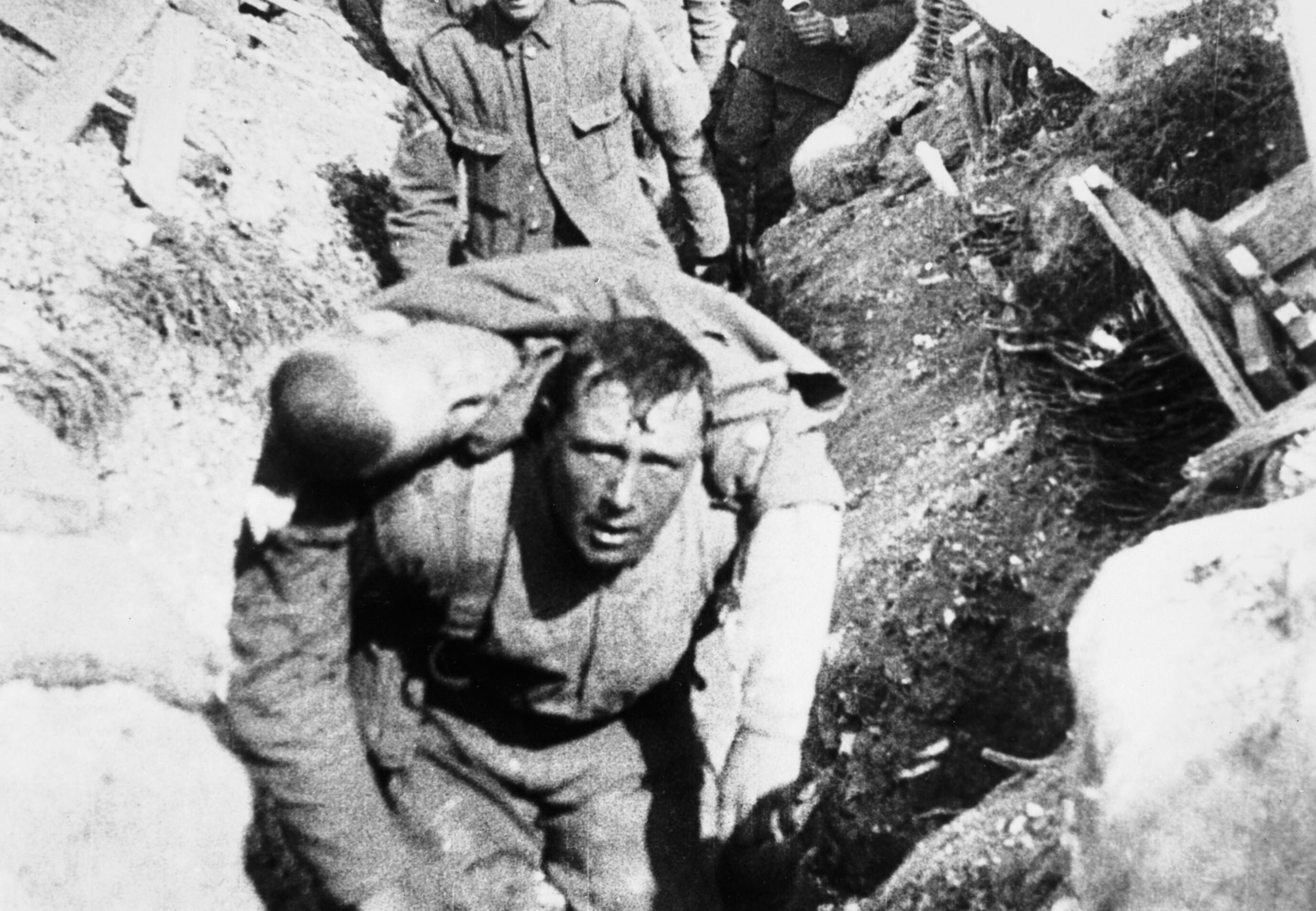
Beeld uit de film: een gewonde Britse soldaat wordt door een loopgraaf gedragen.

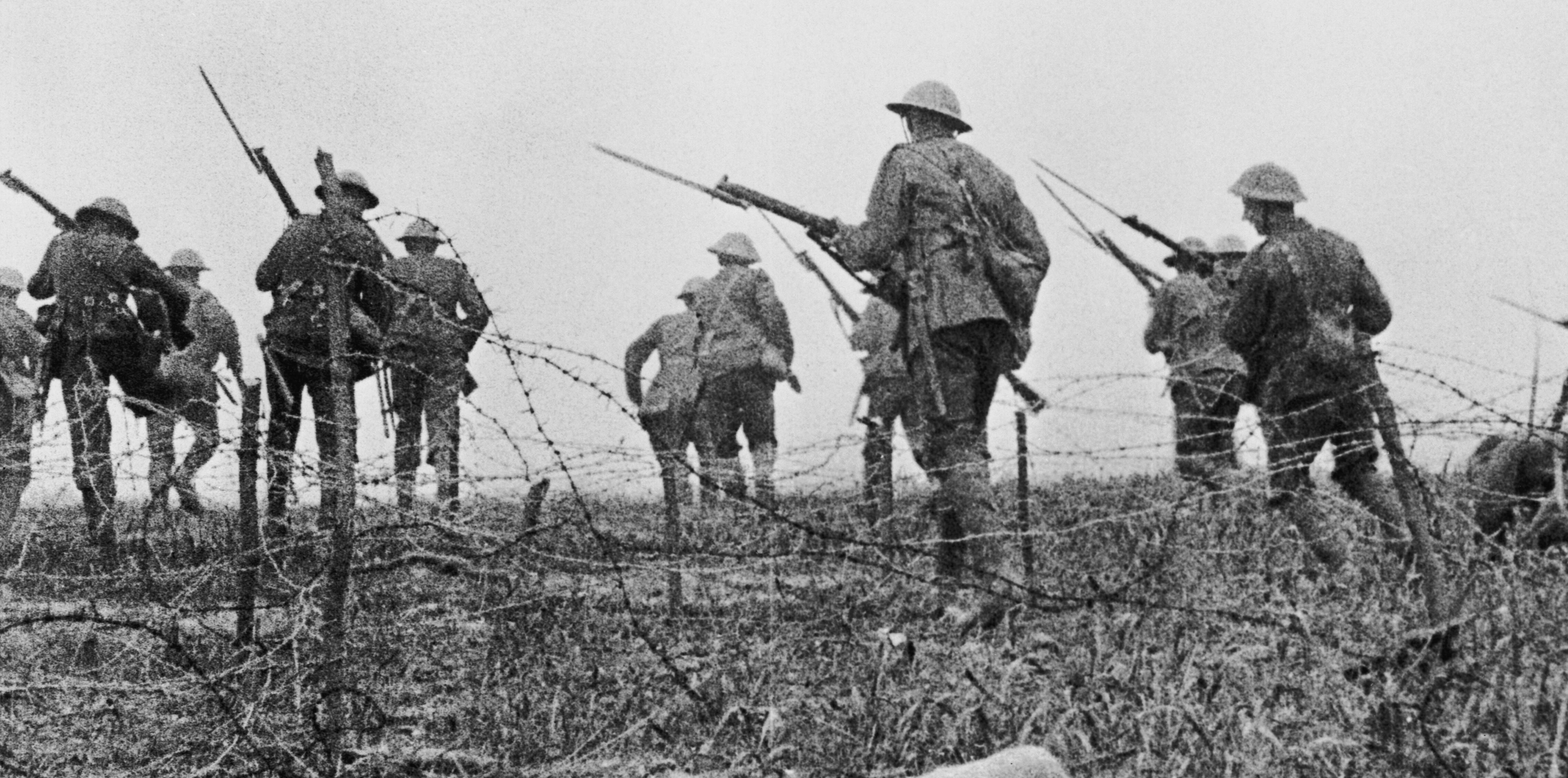
Beeld uit de film: het gespeelde oprukken van soldaten door het niemandsland.

The Battle of the Somme is een Britse film uit 1916 over de Slag aan de Somme. Geoffrey Malins en John McDowell hebben de documentaire gefilmd aan het front in Frankrijk tijdens de Eerste Wereldoorlog. Door middel van daadwerkelijke oorlogsbeelden worden de verschrikkingen van een loopgravenoorlog op zeer indringende wijze in beeld gebracht. De documentaire werd als oorlogsfilm door vele miljoenen Britten gezien en werd in achttien andere landen vertoond.
Sinds 1922 wordt The Battle of the Somme bewaard in het Imperial War Museum. In 2008 is een gerestaureerde, digitale versie op dvd uitgekomen.

## Werelderfgoed
In 2005 heeft de UNESCO The Battle of the Somme opgenomen op de Werelderfgoedlijst voor documenten omdat de film uniek is, enerzijds als historisch verslag van de Slag aan de Somme, anderzijds omdat het de eerste documentaire over een oorlog is met de lengte (74 minuten) van een speelfilm. In laatstgenoemde hoedanigheid speelde de film een belangrijke rol bij de ontwikkeling van documentaires voor propagandadoeleinden. De film maakte het debat los over allerlei ethische vragen rond het vertonen van oorlogsbeelden en andere non-fictie. Omdat de film binnen enkele weken door vele miljoenen Britten werd gezien, werd de film toen al herkend als belangrijk middel om het thuisfront te laten delen in de ervaringen van de soldaten aan het front, wat het concept van totale oorlog inluidde. Doordat de film ook werd vertoond in de landen van de bondgenoten en in neutrale landen, waaronder Rusland en de Verenigde Staten, heeft de film de manier beïnvloed waarop de wereld tegen de Britten en tegen deze oorlog aankeek. Dat effect heeft de documentaire tot op de dag van vandaag, aangezien de levendige beelden uit deze documentaire vrijwel dagelijks worden gebruikt als het over de Eerste Wereldoorlog gaat.

## Inhoud
The Battle of the Somme is een zwart-witfilm die uit vijf delen bestaat. De individuele scènes van deze delen zijn gescheiden door intertitels, zoals gebruikelijk bij stomme films.
Het eerste deel laat zien hoe het leven achter het front eruitziet bij de voorbereiding van de veldslag: troepen die naar het front marcheren, Franse boeren die gewoon doorgaan met hun werk op het land, het bevoorraden van munitieopslagplaatsen, generaal Sir Henry de Beauvoir De Lisle die te paard de manschappen van de 29th Division toespreekt en voorbereidende artilleriebeschietingen op de Duitse stellingen. Het tweede deel toont de avond en vroege ochtend voor de slag: een legerkamp waar manschappen eten, troepen die zich verplaatsen naar de voorste loopgraven, de heviger wordende artilleriebombardementen en het opblazen van de Duitse stellingen bij Hawthorn Ridge Redoubt tien minuten voor het begin van de slag. 
Deel drie opent met het begin van de slag om 7.30 uur op 1 juli 1916. Beelden worden getoond van manschappen die uit de loopgraven het niemandsland ingaan, van troepen die onder vuur liggen in de loopgraven en van de vele gewonde Britse en Duitse soldaten die in de loopgraven worden afgevoerd naar het achterland. In het vierde deel zitten beelden van de nasleep van de aanval: meer Britse en Duitse gewonden, het veiligstellen van ingenomen akkers, dode soldaten op het slagveld en het delven van graven. Ook het laatste deel bevat beelden van na de aanval: verwoestingen waaronder kraters, ingestorte loopgraven en de ruïnes van het dorp Mametz, soldaten die buitgemaakt Duits geschut bekijken, uitrustende Britse troepen, voorbereidingen voor een volgende oorlogsdag en het wegvoeren van Duitse krijgsgevangenen.

## Productie
De twee cameramannen Malins en McDowell hebben de beelden gefilmd tijdens de week voor het begin van de slag op 1 juli 1916 en in de eerste week erna. De bekendste scènes werden door Malins op 1 juli 1916 gefilmd bij het front te Beaumont-Hamel. Daarvandaan filmde hij de zware ontploffing van de explosieven die onder de Duitse stelling Hawthorn Ridge Redoubt waren ingegraven. De beelden van soldaten die vanuit de loopgraven het niemandsland ingaan zijn evenals enkele andere beelden in scène gezet. Op verschillende beelden is te zien dat de soldaten op de camera reageren.
Hoewel de filmmakers niet de opzet hadden om er een speelfilm van te maken, bleek er zo veel kwalitatief goed materiaal te zijn dat de British Topical Committee for War Films besloot om dit wel te doen. Binnen enkele weken was de film gereed en op 10 augustus 1916 werd de film voor een select gezelschap vertoond terwijl de Slag aan de Somme nog in volle gang was.
The Battle of the Somme werd door de Britse regering ingezet als propagandafilm. Er wordt dan ook wel verondersteld dat nogal wat filmbeelden niet in de film terechtkwamen omdat het War Office (Ministerie van Oorlog) deze niet vond passen bij het doel van de film: het vergroten van het draagvlak voor de oorlogsinspanningen en het opvijzelen van het moreel van de bevolking.

## Bezoekersaantallen
The Battle of the Somme ging op 21 augustus 1916 in première in 34 Londense bioscopen en de week erna in de rest van het land. De Britse koninklijke familie zag de film tijdens een privévoorstelling op Windsor Castle in september 1916. De film trok uitzonderlijk veel bezoekers: in de eerste zes weken werden twintig miljoen kaartjes verkocht. Uiteindelijk had meer dan de helft van de op dat moment 43 miljoen Britten de film gezien. In een tijd dat de bioscoop zich had ontwikkeld tot een centrum van vermaak, is het des te uitzonderlijker dat een dergelijke serieuze overheidsdocumentaire zo succesvol was. Op grond van deze bezoekersaantallen is The Battle of the Somme een van de succesvolste Britse films aller tijden. Ook in het buitenland, waaronder de Verenigde Staten, trok de film een massapubliek. De film werd in achttien landen vertoond.

## Reacties
De film werd over het algemeen goed ontvangen door het Britse publiek. The Times deed de dag na de première verslag van volle zalen en positieve reacties van het publiek op de realistische hoewel soms gruwelijke beelden. De krant concludeerde dat de algemene stemming was dat het goed was dat het thuisfront een glimp opving van wat de soldaten deden, van hun moed en van hun lijden. Anderen vonden dat het immoreel was om dergelijk geweld te tonen in de bioscoop en de deken van Durham protesteerde tegen een vorm van vermaak die de harten verwondde en de rouw ontheiligde. Weer anderen klaagden dat zo'n serieuze film tussen de lachfilms werd vertoond. De enorm hoge bezoekersaantallen weerspiegelden de mening van het grote publiek.